# Крепостная (телесериал)
«Крепостна́я» (укр. Кріпосна) — украинская костюмированная телевизионная драма Феликса Герчикова и Макса Литвинова. Производством занимается компания FILM.UA и StarLight Films.
Премьера телесериала состоялась 25 февраля 2019 года на украинском телеканале СТБ.
Премьера второго сезона телесериала состоялась 3 августа 2019 года на польском телеканале TVP1.
21 ноября 2019 года телесериал был официально продлён на 48 новых серий (третий и четвёртый сезоны).
Премьера третьего сезона состоялась на СТБ 1 ноября 2021 года.
Премьера заключительного четвёртого сезона была запланирована в странах Европы в телевизионном сезоне 2023/2024 годов. Премьера четвертного сезона в Польше состоялась в апреле 2025 года. 

## Сюжет
В 1856 году в провинциальном городе Нежине Черниговской губернии живёт 18-летняя крепостная Катерина Вербицкая. Ею владеет богатый помещик Пётр Червинский. У неё безупречные манеры, она в совершенстве знает несколько иностранных языков, играет на фортепиано и даже пишет картины. Так её воспитала крёстная мама — жена Червинского Анна Львовна. Катерина невольно находится на грани двух миров: дворян и интеллигентов с одной стороны, и лишённых свободы крепостных с другой. На пути к свободе и любви крепостной девушке придётся пройти множество испытаний.

## В главных ролях
| Актёр                           | Роль                                                                                   |
| ------------------------------- | -------------------------------------------------------------------------------------- |
| Катерина Ковальчук (1-2 сезоны) | Катерина Степановна Вербицкая                                                          |
| Соня Присс (3 сезон)            | Катерина Степановна Вербицкая                                                          |
| Михаил Гаврилов (1-2 сезоны)    | Григорий Петрович Червинский                                                           |
| Алексей Яровенко                | Алексей Фёдорович Косач                                                                |
| Ксения Мишина (1-2 сезоны)      | Лидия Ивановна Шефер                                                                   |
| Станислав Боклан                | Пётр Иванович Червинский                                                               |
| Юлия Ауг (1 сезон)              | Анна Львовна Червинская                                                                |
| Ольга Сумская                   | Софья Станиславовна Косач                                                              |
| Олеся Жураковская               | Павлина                                                                                |
| Анна Сагайдачная                | Наталья Александровна Дорошенко / матушка Григория, монахиня, настоятельница (3 сезон) |
| Максим Радугин                  | Андрей Андреевич Жадан                                                                 |
| Алина Коваленко (2-3 сезоны)    | Ольга Платоновна Родзевич                                                              |
| Марк Дробот                     | Николай Александрович Дорошенко                                                        |
| Слава Красовская                | Галина                                                                                 |
| Тарас Цымбалюк                  | Назар                                                                                  |
| Наталия Денисенко               | Лариса Викторовна Яхонтова                                                             |
| Сергей Стрельников (3 сезон)    | Стефан Янович Яблоневский (Степан Гнаткевич)                                           |
| Фёдор Лавров (3 сезон)          | Евгений Антонович Безус                                                                |
| Мария Машкова (3 сезон)         | Рогнеда Васильевна Безус                                                               |
| Виктор Жданов (3 сезон)         | Карпо Карпович Малёваный                                                               |
| Татьяна Ратникова (4 сезон)     |                                                                                        |
| Данила Якушев (4 сезон)         |                                                                                        |
| Анастасия Нестеренко (4 сезон)  |                                                                                        |
| Константин Темляк (4 сезон)     |                                                                                        |
| Николай Рознерский (4 сезон)    |                                                                                        |

## Сезоны
| Сезон | Сезон | Серии            | Период трансляции          |
| ----- | ----- | ---------------- | -------------------------- |
|       | 1     | 1—24 (24 серии)  | 25 февраля — 14 марта 2019 |
|       | 2     | 25—48 (24 серии) | 3—30 августа 2019          |
|       | 3     | 49—72 (24 серии) | 1—18 ноября 2021           |
|       | 4     | 73—96 (24 серии) | 2024                       |

### Сезон 1
| № серии | Премьера   | Описание серии |
| ------- | ---------- | --- |
| 1       | 25.02.2019 | Катерина, добрая и милая девушка, как может поддерживает свою крёстную Анну, которая изводит себя переживаниями о сыне Григории: он ушёл на войну и давно не писал. От дурных мыслей её не отвлекают ни чтение с Катей, ни визиты соседки Натали. А вот Пётр, отец Григория, спокойно занимается поместьем, покупает кузнеца Назара и насилует новую девку Василинку. К радости Анны и Катерины, Григорий возвращается домой.                                                                   |
| 2       | 25.02.2019 | Пётр надеется на помощь сына в делах поместья, но тот отказывается. Хотя деньги Григорию очень нужны: сослуживец Решетников его шантажирует. Тогда Червинский даёт объявление в газету о продаже Василинки, чем заслуживает благодарность матери и нарывается на новый конфликт с отцом. В тот же день, с войны возвращается и сосед Червинских — мелкий помещик Алексей Косач. Софья, мать Алексея, пытается сосватать сыну давно влюблённую в него Лидию Шефер.                               |
| 3       | 26.02.2019 | Лидия Шефер устраивает приём в честь героев войны. Натали Дорошенко влюбляется в Григория Червинского. Катерина приходит на встречу с Алексеем. Она без ума от него, но не может признаться, что она крепостная и помещику неровня. Григорий продаёт Василинку помещику Суслову за триста рублей, и возвращает долг Решетникову. Он надеется, что тот навсегда исчезнет из его жизни. Однако Егор узнаёт тайну Червинского.                                                                     |
| 4       | 26.02.2019 | Григорий откупается от Решетникова фамильными золотыми часами. И по приглашению Натали отправляется с родителями в театр. Там Пётр увлекается актрисой Яхонтовой, Анна это отмечает. Натали страдает, что Григорий не обращает на неё внимания, а Григорий сбегает домой. Он не может перестать думать о Катерине. Павлина пытается убедить Катерину обратить внимание на кузнеца Назара, но получает отпор — Катя уже любит Алексея.                                                           |
| 5       | 27.02.2019 | Павлина во второй раз спасает Катерину от домогательств Григория. Пробует сблизить Катерину с Назаром. Лидия привозит Софье деньги на оплату долга Червинским. Об этом узнаёт Алексей, приходит в ярость и выигрывает дополнительную сумму в игорном доме. Там же Суслов пытается перепродать Василинку. Покупателей не находит, как ставку в игре Василину не принимают, и тогда Суслов ведёт её в солдатские казармы. В усадьбе Червинских управляющий насилует крепостную Галину.            |
| 6       | 27.02.2019 | Катерина решает признаться Алексею, что она крепостная. Но при встрече на откровение у неё не хватает духу. Натали продолжает интересоваться Григорием, а брат Николай просит Натали об осторожности — у Григория плохая репутация. Алексей ссорится с Григорием и Петром из-за их нечеловеческого отношения к крепостным. А затем узнаёт от Николая об Андрее Жадане — бывшем крепостном, который выкупил сам себя и теперь строит сахарный завод.                                             |
| 7       | 28.02.2019 | Катерина решает попросить у Анны вольную: она хочет быть с Алексеем. Но о планах Катерины узнаёт Галя и выдаёт её Григорию. Тот подталкивает Анну и Петра к решению отказать Кате. Однако Григорий подлавливает Катерину в укромном месте и обещает уговорить родителей. |
| 8       | 28.02.2019 | Катя признаётся Алексею, что она крепостная. Алексей делает Катерине предложение. Катя соглашается. Софья пытается отговорить сына, просит Николая повлиять на своего друга детства. Тем не менее Алексей всё равно просит у Петра руки Катерины. Но Пётр предлагает Косачу выкупить у него Катю. Николай получает письмо от любимой женщины — Елены Кореневой. |
| 9       | 04.03.2019 | Григорий пытается отговорить родителей продавать Катю. Ему почти удаётся убедить мать, но неожиданно Анна решает, что Косач — идеальная партия для Катерины. Лидия узнаёт о сватовстве Алексея, уговаривает Натали организовать ей встречу с Катей и во время чаепития унижает Катерину, напоминая о её рабском положении в обществе. |
| 10      | 04.03.2019 | Пётр назначает за Катерину огромную цену. Николай отказывается одалживать Алексею деньги на выкуп. Тогда Алёша пытается заложить перстень деда и выиграть в карты. Катерина узнаёт, сколько просит за неё Пётр, и сообщает Алексею, что между ними всё кончено. Однако Алексей не сдаётся, возвращает доверие Кати и знакомит её с Софьей. Алексей начинает догадываться, что Григорий испытывает чувства к Катерине.                                                                           |
| 11      | 05.03.2019 | Катю ждёт знакомство с матерью Алексея Софьей. Лидия делает Алёше неожиданное предложение — она даёт деньги на выкуп Екатерины, взамен Алексей женится на Лидии. Косач отказывается и едет в Киев к Жадану с коммерческим предложением. Григорий же пытается подвести Анну к мысли, что Алексей выкупает их Китти для утех. |
| 12      | 05.03.2019 | Григорий продолжает настраивать Анну против Алексея. Жадан, тем временем, даёт Алексею деньги на выкуп и свадьбу. Но Копыляк с братом, подчинённые Андрея Жадана, выслеживают Косача и крадут часть денег — у того остаются средства только на выкуп. Лидия таки поддаётся на уговоры Червинского и оговаривает Алёшу перед Анной. |
| 13      | 06.03.2019 | Анна заставляет Петра отказаться от продажи Катерины. Но Алексей не сдаётся, да и Софья поддерживает его в борьбе за любовь. Анна ссорится с Катей из-за Алексея. Конфликтует и с Петром, угрожая переписать завещание, если его связь с Ларисой опорочит имя семьи. Но об измене Петра уже знают Аглая Юрьевна и Варвара Егоровна — главные сплетницы уезда и подруги Анны. Павлина проговаривается Катерине, что Анна сослала её отца на каторгу. Катерина передаёт с Назаром письмо Алексею. |
| 14      | 06.03.2019 | Николай рассказывает Алексею, что его оговорила Лидия. И просит Натали организовать встречу Алёши с Катей. Натали соглашается. Об этом узнаёт Галя, передаёт Григорию, и тот срывает свидание. Павлина угрожает Галине рассказать Анне о её кражах, если она навредит Кате. Назар понимает, как сильно Катерина любит Алексея, и помогает им встретиться. |
| 15      | 07.03.2019 | Анна выгоняет Алексея из поместья, а Катерину сажает под домашний арест. От Варвары Егоровны Анна узнаёт о любовнице своего мужа Петра — актрисе Ларисе Яхонтовой. Николай просит Лидию рассказать Червинским правду, но Шефер отказывается. Григорий же находит Ларису и грозит ей расправой, если она не бросит его отца. Пётр обещает Яхонтовой разобраться с Гришей. |
| 16      | 07.03.2019 | Натали и Григорий венчаются. Катерина и Алексей, пользуясь отсутствием Червинских, убегают. Об этом узнаёт Григорий. Однако Пётр приводит на свадьбу сына свою любовницу Ларису. |
| 17      | 11.03.2019 | Анна умирает на свадьбе Григория и Натали. В её смерти Григорий обвиняет отца и убегает, чтобы вернуть Катерину. Лидия узнаёт, что Алексей уехал на несколько месяцев. В доме Софьи он находит письмо, благодаря которому понимает в каком городе находятся Катерина с Алексеем. |
| 18      | 11.03.2019 | Григорий возвращает Катерину в Червинку, Алексея арестовывают. Григорий обвиняет Катерину в смерти его матери. Её сажают в погреб, где Катя узнаёт о смерти Анны, винит в ней себя и, в итоге, заболевает. Алексей попадает в тюрьму, где его сокамерником оказывается однополчанин и шантажист Григория — Егор Решетников. |
| 19      | 12.03.2019 | Чтобы расплатиться с Решетниковым, Григорий сдаёт в ломбард свадебный подарок Натали, свой перстень. Случайно сталкивается в тюрьме с Алексеем. Павлина умоляет Натали заступиться за Катю перед Григорием, но та грубо отказывает. Софья просит Катерину отказаться от Алексея. А Решетников выбалтывает Алёше все тайны Григория. |
| 20      | 12.03.2019 | Алексей прилюдно обвиняет Григория в бесчестии, самостреле и краже орденов. Требует послать за Решетниковым ради подтверждения его слов. Но выясняется, что Егор сбежал из тюрьмы. Пётр выгоняет Алексея из дома, а Григорий вызывает его на дуэль. Катерина по просьбе Софьи отказывается от Алексея, а тот передаёт Николаю всё, что узнал от Решетникова о Григории. |
| 21      | 13.03.2019 | Григорий подделывает предсмертную записку Алексея, инсценируя самоубийство. Ночь проводит в игорном доме, обеспечивая себе алиби. Натали, тем временем, узнаёт о предстоящей дуэли и едет в условленное место, надеясь отговорить Косача и Григория стреляться. Но добивается того, что вызывает на себя серьёзный гнев Червинского. |
| 22      | 13.03.2019 | После осмотра тела становой пристав приходит к заключению, что Алексей совершил самоубийство. Николай сомневается в словах следователя, но пока ничего не предпринимает. Подслушав разговор Павлины и Натали, Галина узнаёт о смерти Алексея и доносит эту новость до Катерины. |
| 23      | 14.03.2019 | Натали и Григорий возвращаются из Парижа и застают в доме Ларису. Из-за неё Григорий ссорится с Петром. А Пётр обвиняет сына в корысти — тот прикатил ради завещания матери, которое вот-вот огласят. Выслушав упрёки, Лариса собирается вернуться в свою квартиру, но Пётр её останавливает. Отмечает Пётр и увлечение сына Катей. Натали же больше волнует, чтобы Григорий не курил опий. Нотариус оглашает волю Анны.                                                                        |
| 24      | 14.03.2019 | Катерина впервые встречается со своим отцом и узнаёт всю правду о своей семье. Пётр же, тем временем, решает продать Катю с аукциона. Григорий безуспешно пытается его отговорить от этого. Галина пытается свести счёты с жизнью, но её спасает Афанасий, предлагает жениться на ней, несмотря на беременность. А Натали покупает Григорию новое средство для снятия боли — морфий. |

### Сезон 2
| № серии | Премьера   | Описание серии |
| ------- | ---------- | --- |
| 1 (25)  | 03.08.2019 | Натали поддаётся уговорам Григория и просит Лидию вернуть им Катерину, но получает отказ. Видя её издевательства над Катей, Натали умоляет отца выкупить для неё Катерину, но и он не соглашается. Желая спасти молодую семью, Александр предлагает Григорию переехать в другой город, но Гриша отметает это предложение. Катерина знакомится с Ярославой Горемыкой, крепостной Шефер. А Степан — с Мельником и студентом Зощенко, членами освободительного движения, у которых есть план освобождения Катерины.                         |
| 2 (26)  | 04.08.2019 | Лидия избивает Катерину до полусмерти, выхаживать её Захар поручает Горемыкам. Григорий после укола морфия начинает путать Натали с Катериной. А Яков придумывает, как заставить Галину молчать о его кражах. Натали узнаёт о беременности. Пётр, оставив имение Григорию, уезжает с Ларисой в Париж. Чтобы помочь Кате, Степан нанимается разнорабочим в имение Шефер. |
| 3 (27)  | 05.08.2019 | Софья возвращает Лидии её подарок, на что Лидия обижается и дворянки вновь ссорятся. Катерина отказывается бежать со Степаном: из-за неё пострадают невинные Горемыки. Николай пытается выкупить Катерину у Лидии, но у него эта затея не проходит. Григорий же приказывает Якову увеличить доход имения и назначает Лукьяна наблюдающим. Яков наказывает Галине выкрасть отчёты Лукьяна. Степан и студент Зощенко пытаются подбить крепостных Шефер на бунт. Катерина останавливает их, предложив использовать последний мирный способ. |
| 4 (28)  | 06.08.2019 | Катерина вместе с крепостными Шефер пишут жалобу на Лидию. А в Червинке Назар поднимает бунт против Григория. Галина помогает Якову выйти чистым после проверки, устроенной Григорием. Лидия и Катерина сталкиваются на могиле Алексея. По приказу Лидии Захар закапывает Катю живой. Это видит Илько — младший сын Горемык. Степан узнаёт о смерти Катерины — теперь бунта в Шеферовке не избежать! |
| 5 (29)  | 07.08.2019 | Мельник со студентом прячутся от жандармов на мельнице, где сталкиваются с Катериной. Мельник рассказывает Кате правду о смерти Алексея. Жандармы находят обожжённого Назара и обвиняют его в поджоге Шеферовки. Григорий находит двойную бухгалтерию Якова и, шантажируя ссылкой в Сибирь, заставляет его работать на него. А сам идёт на могилу Катерины, где неожиданно сталкивается с ней самой. |
| 6 (30)  | 09.08.2019 | Григорий, раскопав могилу и не найдя тела, убеждается, что Катя жива. Катерине удаётся бежать. Она обращается за помощью к Николаю, и он принимает решение спрятать её в Киеве у своей возлюбленной — Елены Кореневой. Но до Елены Кате не суждено доехать — по дороге она заболевает и теряет сознание. После смерти Лидии Натали панически боится крепостных и требует, чтобы Григорий постоянно находился рядом. А сам Григорий, желая завладеть Катериной, замыслил купить поместье Шефер.                                           |
| 7 (31)  | 10.08.2019 | Василинка подбирает Катю, приводит к себе в бордель, где её и находит хозяйка Макарова. Смекнув, что с Кати будет выгода, она оставляет её, украв у неё рекомендательное письмо и деньги. Григорий предлагает Натали купить имение Шефер, но она против. Поэтому купчую он оформляет в тайне. Натали же мучается от страха перед крепостными — ставит засов на дверь, требует, чтобы её обслуживала вольная Павлина и ссорится с Николаем, который пытается образумить сестру.                                                           |
| 8 (32)  | 11.08.2019 | Павлине удаётся вернуть Натали доверие к крепостным. Григорий вовсю занят поисками Катерины. А Николай — свидетелями убийства Косача: находит студента Зощенко, который рассказывает ему о Мельнике. Катерина пишет письмо Николаю с просьбой о помощи, но Макарова крадёт его, требует деньги за лечение-постой и готовит Катю к работе в борделе. Натали узнаёт, что Григорий купил Шеферовку. |
| 9 (33)  | 12.08.2019 | Жадан презирает Катю, поверив слухам, что она пришла в бордель продать свою невинность. А Василинку отправляют к доктору, который обещает её вылечить. Макарова же сообщает Ван Геллу, что его заказ о непорочной девице выполнен. Натали ссорится с Григорием из-за покупки имения Шефер. У Григория начинаются галлюцинации из-за морфия. Павлина просит Натали заступиться за несчастную Галину, над которой издевается Яков. Галина на свои сбережения вызывает доктора к матери Афанасия.                                           |
| 10 (34) | 13.08.2019 | Натали обеспокоена здоровьем Григория и вынуждает его дать обещание лечиться. Григорий даёт объявление о поиске Катерины в газеты. Александр требует объяснений от Григория из-за дела о покупке имения. Но Гриша отмалчивается. Катя на похоронах Василинки обвиняет Лютовича в убийстве. Галина выходит замуж за Афанасия. |
| 11 (35) | 14.08.2019 | Катерина узнаёт, что её ищут, но не решается бежать. Она знакомится с Мишей — сыном проститутки Насти. Галина просит Якова не брить Панаса в рекруты. Тот обещает, но не бескорыстно. Макарова готовит Катерину к ночи с Ван Геллом. А Катя рассказывает Насте о пропаже своего рекомендательного письма. Настя обещает помочь выкрасть его у Макаровой, а Миша показывает Кате тайный ход в кабинет хозяйки. |
| 12 (36) | 16.08.2019 | Миша снова пытается помочь Кате бежать, за что ему попадает от матери. Катерина требует у Макаровой свои деньги и письмо, но та не сдаётся и отправляет к Кате Ван Гелла. На помощь девушке приходит Жадан. Панаса забирают в рекруты. Галина обещает матери вернуть его и берёт на себя заботу о семье. |
| 13 (37) | 17.08.2019 | Жадан улаживает конфликт с Ван Геллом, избавляя Макарову от новых проблем. Катерина сбегает от Жадана. Александр узнаёт, что Григорий готов заплатить за Катерину пять тысяч и отчитывает зятя. Их спор слышит Натали и просит отца увезти её из имения. Ольга привлекает Жадана к парфюмерному бизнесу. Галина пытается выкупить Панаса, но ей не хватает денег. Яков отказывается выплачивать положенные ей законом деньги. |
| 14 (38) | 18.08.2019 | Григорий поглощён поисками Кати. Александр лишает Григория приданого Натали. Яков упивается своей местью Галине. Катя признаётся Елене, что она беглая крепостная. Платон Родзевич намерен выдать дочь Ольгу замуж ради прибыли. Оля обещает найти мужа самостоятельно. Отец даёт ей срок до Рождества. |
| 15 (39) | 19.08.2019 | Григорий получает ещё одно письмо и понимает, что на этот раз Катерина попалась. Катерина сталкивается у Кореневых с Жаданом. Александр собирается увести Натали в Италию, но она хочет провести какое-то время в монастыре. Яков узнаёт, что Павлина помогает Галине и наказывает обеих. |
| 16 (40) | 20.08.2019 | Николай находит Егора Решетникова, но тот очень болен. Николай нанимает ему врачей. Жадан узнаёт от Макаровой всю правду о Катерине, просит у той прощения и помогает остаться на службе у Кореневых. Макарова не выдаёт Катерину Григорию. В Киеве Григорий получает пригласительные билеты на бал к Кореневым, где сталкивается с Катериной. |
| 17 (41) | 21.08.2019 | Елена помогает Катерине выйти из особняка незамеченной, а Жадан укрывает её в своём доме. Володя нечаянно чуть не выдаёт Катю, но Елене удаётся сгладить ситуацию. Яков узнаёт, куда нанялась Галина, и лишает её работы. Орыся с Дариной придумывают, как заставить Якова вернуть Гале её деньги. Решетников рассказывает Николаю всё, что знает о Григории. А Григорий знакомится со скопцами и приглашает их в свой дом. Ольга нанимает Молибогу, мастера интриг, чтобы заставить Жадана жениться на ней.                             |
| 18 (42) | 23.08.2019 | Катерина корит себя за поцелуй с Жаданом. А Молибога узнаёт, что в доме у Жадана проживает посторонняя девушка. Оля приказывает выведать, кто она. Николай признаётся Кореневу в своих чувствах к Елене, но тому уже всё известно. Дмитрий Владимирович сообщает Николаю о своей болезни и берёт с него обещание, что тот не потревожит Елену до его смерти. Николай держит слово, а Елена, ничего не зная о договоре, обвиняет Дорошенко в трусости.                                                                                    |
| 19 (43) | 24.08.2019 | Жадан берёт с Ольги обещание не рассказывать никому о Катерине. Ольга тут же требует от Молибоги найти компромат на Катерину. Вскоре тому удаётся разузнать, что Катя — беглая крепостная, за поимку которой назначены большие деньги. Скопцы перевозят Лаврина в дом Червинских и устанавливают там свои порядки. Жадан помогает Лукьяну с выкупом и определяет Настю с Мишей в монастырь. |
| 20 (44) | 25.08.2019 | Жадан уезжает к Макаровой, а Ольга рассказывает Молибоге о том, когда и куда отправляется Катя. Натали намеревается простить Григория и вернуться к нему. Но пока она просто навещает Гришу, где сталкивается с Кормчим. Николай сообщает Александру о преступлениях Григория и находит Мельника. Дом Родзевичей объявляет о помолвке Ольги и Андрея Жадана. |
| 21 (45) | 26.08.2019 | Жадан, Богдан и Лукьян ищут Катю. А в это время Молибога возвращает её Григорию и получает вознаграждение. Кормчий требует от Григория избавиться от Катерины. Мельник рассказывает Николаю правду об убийстве Алексея. А Афанасий узнаёт от Назара всю правду о бедах Галины, после чего находит её и просит прощения. Яков рассказывает Суслову, что скоро имение Червинских пойдёт с молотка. |
| 22 (46) | 27.08.2019 | Николай заставляет Предводителя дворянства принять бумаги, свидетельствующие о преступлениях Григория. Он также рассказывает Натали правду о Григории, но она отказывается в это верить. Жадан предлагает Григорию деньги на выкуп имения в обмен на вольную Катерины, но тот отказывается. Суслов затевает процедуру продажи усадьбы Червинских без аукциона. А скопцы готовят дарственную на своё имя. |
| 23 (47) | 28.08.2019 | Крепостные Червинских помогают Жадану скрутить скопцов. Жадан допрашивает одного из них и начинает поиски Кати с дальнего хутора. Ему удаётся найти Олексу, который и сообщает ему о местонахождении Кати. Врачи извлекают из ноги Григория пулю, доказывающую самострел. Суслов доносит Александру городские слухи о Григории, и Дорошенко требует от Гриши объяснений в дворянском собрании. Жадану не удаётся увезти Катю из имения Червинских — Суслов с Яковым останавливают его на законных основаниях.                            |
| 24 (48) | 30.08.2019 | Николай предоставляет доказательства самострела и кражи орденов. Дело Григория передают в военный суд. Натали принимает постриг и становится сестрой Григорией. Николай собирается в Европу. Дом Червинских готовят к продаже. Тем временем Жадан ищет способ остановить незаконные торги. Андрей делает предложение Китти, на которое она соглашается. В день свадьбы, Жадана ранит неизвестный на коне. |

### Сезон 3
| № серии | Премьера   | Описание серии |
| ------- | ---------- | --- |
| 1 (49)  | 01.11.2021 | Свадьба Катерины и Андрея Андреевича закончилась не так, как того ожидали молодые. В церковь врывается всадник в чёрном плаще и вонзает нож в сердце Андрея Жадана. Катерина не может поверить в происходящее — любовь всей её жизни истекает кровью у неё на руках. Лучшие врачи Нежина пытаются сделать всё, чтобы Андрей Андреевич как можно скорее вернулся к своей возлюбленной, а жандармы по всему городу пытаются найти загадочного убийцу.                                                                                              |
| 2 (50)  | 01.11.2021 | Бывшая крепостная Орыся приносит своему мужу Назару благую весть о том, что у них скоро появится ребёнок. Пара невероятно рада этой новости, но это недолго — в их двери стучится обессиленная Катерина. После того, как Пётр Червинский выгнал её из поместья, Китти больше негде жить. Злой помещик отправляется в Нежин, чтобы понять, почему его владения оказались в руках Андрея Жадана. Банкиры объясняют старшему Червинскому, что его собственный сын заложил поместье, которое позже было продано на аукционе.                         |
| 3 (51)  | 02.11.2021 | Катерина узнаёт, что на её мужа снова было совершено покушение. Девушка понимает, что Андрея Андреевича нужно срочно забирать в Червинку, ведь, как ей кажется, там ему будет безопаснее. Но она ещё не знает, что именно в поместье её любимый будет ближе всего к своему убийце. Помощник Жадана показывает ему нож, которым его пытались лишить жизни в церкви. И, к своему большому удивлению, Андрей Андреевич его узнаёт. Ведь это его собственный нож, который 15 лет назад ему подарила дочь господина, у которого Жадан был крепостным. |
| 4 (52)  | 02.11.2021 | Подлый Яков решил отомстить Гале за то, что накануне она отказалась одолжить ему деньги. Бывший управляющий поместьем в Червинке продал ребёнка Гали и Панаса бездетной паре из Одессы. На утро молодые родители обнаруживают пропажу, и Панас отправляется в Нежин по следам людей, которые купили его дочь. Стефан Яблоневский старается как можно больше времени проводить с Катериной и завоевать её доверие. Тем временем помощник Жадана находит в комнате князя любовные письма от неизвестной женщины и показывает их Андрею Андреевичу. |
| 5 (53)  | 03.11.2021 | Катерина и Андрей Андреевич возвращаются в Киев после своего путешествия по Европе. Китти горит идеей стать врачом, а Жадан узнаёт у помощника Богдана, что ему удалось узнать о Степане Георгиевиче Гнаткевиче. Андрей предполагает, что Стефан Яблоневский и есть Гнаткевич, с которым в прошлом его связывала любимая женщина — барышня Вера. Официально Степан Георгиевич считается погибшим на Кавказе, но что если это не так? |
| 6 (54)  | 03.11.2021 | Продолжается благотворительный бал под руководством Рогнеды Безус. Светская дама решает устроить провокацию для Катерины Жадан, которая ранее посмела спорить с Рогнедой Васильевной по поводу Ольги Родзевич. Тем временем Орыся понимает, что боится рожать ребёнка, и Павлина решает успокоить девушку. Во время разговора Орыся внезапно спрашивает Павлушу, почему та осталась без мужа. |
| 7 (55)  | 04.11.2021 | Весь Киев судачит о прошлом Катерины Степановны. Несмотря на это, мадам Жадан не собирается отменять благотворительный аукцион, на который приходит всё высшее общество, чтобы просто посмеяться над Катериной. А господин Червинский требует от главного редактора газеты «Вести», чтобы тот опубликовал историю «Карины и купца Бажана» с настоящими именами. Но Геннадий Фус не решается пойти против Андрея Жадана — одного из самых богатых и влиятельных людей города.                                                                     |
| 8 (56)  | 04.11.2021 | В доме Катерины и Андрея Жадана случается страшное горе — горничная Кати Орыся умирает в страшных муках из-за послеродовой лихорадки. Назар винит в случившемся только мадам Жадан, да и сама Катерина думает, что совершила страшную ошибку, согласившись самостоятельно принимать роды. Лариса Червинская прогоняет няню своего сына Лизу, так как узнала о её связи со своим мужем. |
| 9 (57)  | 08.11.2021 | Катерина Степановна наконец-то узнаёт, что князь Стефан Яблоневский на самом деле Степан Гнаткевич. Андрей Андреевич рассказывает жене о том, что связывает его с этим человеком, и для Катерины это становится полным шоком. Жадан начинает поиски Яблоневского по всему Киеву, чтобы привлечь к ответственности за покушение на его жизнь. Но саму Катерину Жадан больше волнует другое — неужели Андрей так сильно любил Веру, что целых десять лет не мог её забыть?                                                                         |
| 10 (58) | 08.11.2021 | После нападения пьяных посетителей трактира Ольга Родзевич принимает решение взять на работу охранника. Её помощник приводит в дом статного и сильного мужчину, и Ольга понимает, что уже видела его раньше. Лариса Червинская приезжает в поместье к мужу, чтобы увидеться с сыном, но разъярённый Пётр Иванович прогоняет жену прочь. Внезапно на помощь несчастной женщине приходит Галя, которая осталась работать при Червинском. |
| 11 (59) | 09.11.2021 | Стефану Яблоневскому наконец-то удаётся поговорить с Катериной Жадан один на один. Князь рассказывает девушке о своём счастливом браке с Верой, о её смерти и о том, почему считает, что именно Андрей убил её. Катерина Степановна не может поверить, что муж способен на такое, но всё же начинает сомневаться в его честности. Заручившись поддержкой Ольги Родзевич, Катерина пытается самостоятельно выяснить, правда ли её любимый имеет хоть какое-то отношение к убийству Веры в борделе мадам Макаровой.                                |
| 12 (60) | 09.11.2021 | Катерине удаётся украсть блокнот Богдана Хорунжия, в котором содержатся данные о финансовых поступлениях её мужа. Ольга Родзевич и Стефан Яблоневский тоже ищут информацию об Андрее Жадане и находят упоминания о нём в старых газетах. Им удаётся познакомиться с человеком, который знал Андрея до того, как тот заработал своё огромное состояние. |
| 13 (61) | 10.11.2021 | Ольга Родзевич узнаёт от Ярыны Дорофеевны, что Катерина и Андрей внезапно отправились в путешествие, не сообщив о своём дальнейшем местонахождении. Узнав об этом от Ольги, Стефан Яблоневский решает проследить за домом Андрея Андреевича и понимает, что Жадан не покидал город. Стефан отправляется в дом мадам Макаровой и встречает там Оксану — одну из местных проституток и бывшую подругу Катерины. В её руках Стефан замечает сумочку, вышитую бисером. Ту самую, в подкладку которой Настя вшила портрет убийцы жены Стефана Веры.   |
| 14 (62) | 10.11.2021 | Катерина Жадан просыпается в доме Ольги Родзевич и рассказывает о том ужасе, который пережила в больнице. Катерина не может поверить, что вышла замуж за человека, который способен на похищение собственной жены. Статский советник Евгений Безус предлагает Андрею Жадану купить музыкальный дом мадам Макаровой. Он делает ему щедрое предложение, но Андрей Андреевич помнит, что обещал продать бордель его нынешней управляющей. |
| 15 (63) | 11.11.2021 | Катерина Жадан находит убежище в черниговском монастыре, который возглавляет сестра Григория. Катерина отправляет записку Ольге Платоновне и Назару Ивановичу о том, что она нашла временное убежище, поэтому её спасители могут уезжать в Киев. Но из-за внезапной болезни Зоряны Назар и Ольга вынуждены остаться в Чернигове, чтобы попытаться спасти жизнь девочки. Хозяин киевской лавки Карпо Малеванный не понимает, почему его возлюбленная Павлина вновь не желает его видеть.                                                          |
| 16 (64) | 11.11.2021 | Сестра Григория находит у Катерины письмо, которое она написала архиерею. Девушка пожаловалась высшему церковному чину на жестокость Натальи Александровны и попросила уберечь послушницу Ксению от пострига. Когда сестра Григория прочла это послание, то велела высечь Катерину. Ольга Родзевич под предлогом того, что Зоряна ещё слаба для дальней дороги, предлагает Назару остаться ещё на один день в черниговской гостинице. И видимо не зря, ведь вскоре в Чернигов приезжает Андрей Андреевич Жадан.                                  |
| 17 (65) | 15.11.2021 | Андрей Жадан встречает Ольгу Родзевич и Назара Ивановича в Чернигове и пытается узнать, где они прячут Катерину. Но верные друзья беглянки не выдают её местонахождения и из-за этого наживают себе злейшего врага в лице самого влиятельного человека Киева. Катерине удаётся уговорить артиста Владимира Задунайского и его спутницу Марию Любарскую забрать её в Нежин, куда они планировали отправиться на своей карете. У мадам Жадан есть план — вернуться на время в Червинку, ведь там муж вряд ли будет её искать.                      |
| 18 (66) | 15.11.2021 | Катерина Жадан тайно возвращается в Червинку. Галя и Лариса Червинская рассказывают девушке о сделке, которую совершили Андрей Андреевич и Пётр Иванович. Катя возмущена тем, что муж посмел отдать владения у неё за спиной, и не собирается оставлять это просто так. Андрей Андреевич и Богдан Хорунжий преследуют карету Ольги Платоновны и Назара Ивановича в надежде найти вместе с ними Катерину. Но их ждёт не только досадное разочарование, но и драка с Назаром.                                                                      |
| 19 (67) | 16.11.2021 | Стефан Яблоневский оказался в тюрьме за похищение и возможное убийство Катерины Жадан. Андрей Андреевич приходит в камеру к своему злейшему врагу и рассказывает всё о том дне, когда погибла жена Стефана Яновича Вера. Катерина Степановна пытается решить дальнейшую судьбу Червинки и предлагает Петру Ивановичу сделку — она предоставит поместье в пользование его новорожденного сына Льва, но Червинский должен соблюсти несколько важных условий.                                                                                       |
| 20 (68) | 16.11.2021 | Катерина Жадан возвращается в Киев, чтобы спасти от тюрьмы князя Яблоневского. Катерине Степановне удаётся убедить Евгения Безуса отпустить Стефана Яновича, однако сообщает князю, что более не хочет его видеть из-за истории с грязными публикациями в киевских газетах. Катерина пытается решить, как выстраивать свою жизнь дальше, и временно останавливается в доме Ольги Родзевич. Девушка уверена только в одном — она хочет продолжить карьеру врача, а для этого ей всё ещё нужен хороший наставник.                                  |
| 21 (69) | 17.11.2021 | Катерина Жадан приняла для себя непростое решение — дать шанс Андрею Андреевичу стать хорошим мужем и попытаться начать с ним всё сначала. Но так быстро забыть тот ужас, который ей пришлось пережить из-за вранья Жадана, Кате не удаётся, поэтому Андрею придётся сильно постараться, чтобы снова заслужить доверие жены. Стефану Яблоневскому наконец-то удаётся заполучить ту самую сумочку, в подкладке которой спрятано фото убийцы Веры Гнаткевич.                                                                                       |
| 22 (70) | 17.11.2021 | Ольге Родзевич, Назару и Катерине удаётся найти Стефана и Евгения Безуса до того, как князь совершил бы непоправимый поступок. Статский советник умоляет всю четвёрку выслушать его и поверить, что он не причастен к убийству Веры. В доме Карпа Малеванного назревает бунт — невестки хозяина лавки собираются поссорить отца с Павлиной и выбирают для этого крайне подлый способ. |
| 23 (71) | 18.11.2021 | Катерина Степановна решительно настроена узнать все подробности того дня, когда Вера Гнаткевич пришла в бордель, чтобы попытаться спасти своего мужа от тюрьмы. В своём доме Катерина застаёт Любовь Васильевну Макарову, которую просит рассказать обо всём, что она знает о смерти Веры. И управляющая борделем поведает Катерине даже больше, чем та просила. |
| 24 (72) | 18.11.2021 | Катерине Степановне предстоит решить: остаться с Андреем или уйти навсегда. Мадам Жадан понимает, что этот выбор станет самым главным в её жизни, и она не может ошибиться. После того, как Рогнеда Безус полностью дискредитировала своего мужа в глазах высшего общества, Евгений Антонович понимает, что ему более нет места в Киеве. Статский советник принимает отчаянное решение и кажется готов совершить роковой поступок. |

### Сезон 4
| № серии | Премьера | Описание серии |
| ------- | -------- | --- |
| 1 (73)  |          | 1881 год В связи с убийством царя по империи идут народные волнения. Лев Червинский – помещик, возвращается домой к пожилому отцу Петру Ивановичу, который коротает время в обществе портрета жены Ларисы. В данный момент он вдовец не имещий крепких семейных уз с сыном. Гале оставшейся при поместье экономкой Лев Петрович оказывает более радушный приём и в этом кроется конфликт отца и сына. Червинский младший возвращается домой по заданию жандармерии для того чтобы разрушить революционную ячейку, набирающую в Нежине всё больше влияния. 1881 год. Краков. В это же время Павлина встречает Януша Стефановича Яблоневского дома из дальней поездки. Назвать его отношения с отцом идеальными тоже нельзя. Катя умерла 15 лет назад и неприятие Стефаном сына становится всё очевиднее. Перед своей смертью Павлина открывает Янушу тайну рождения. И он уходит от отца сразу после её похорон. Он решает ехать в Нежин и узнать тайну своего рождения и для этого ему необходимо нелегально покинуть Польшу. Судьба сводит его с Натали Россинелли которая может ему помочь. И он становится свидетелем сцены насилия над певицей со стороны поклонника, который не совсем корректно проявляет уважение к таланту певицы. Перепалка с поклонником становится началом их знакомства. 1881 год. Киев. Назар стал известным ювелиром слава о котором ушла далеко за пределы Киева, а вот с дочерью Зоряной их взгляды на жизнь расходятся. Она уже взрослая: крутит романы, общается с подозрительными людьми, блага данные ей статусом отца в обществе использует не по назначению чем привлекает внимание служителей закона. Её идеи революционны и это очень не нравится её отцу. Зоряна едет в Нежин поругавшись с отцом. |
| 2 (74)  |          | Наталка в статусе известной певицы приезжает со своим конферансье Задунайским работать в Неженский театр. Там же на вокзале она встречает Януша и решает, что он преследует её. В результате он оказывается в тюрьме. Тем временем в Червинке Зоряна оказывается в доме в качестве гостьи Льва и Пётр этому не очень рад, но его мнение не особо интересно сыну. Узнав, что Януш в тюрьме Зоряна в сопровождении Льва едет его выручать, а Наталка приезжает домой к Галине и братьям. Выясняется, что Панас пропал уехав на заработки, и Галя тянет троих детей и внуков сама. Лев приглашает Януша остановится в Червинке, посмотреть где жила Катя. Наталка ревнует Льва к Зоряне. Галя советует Янушу съездить к Косачам. Хозяйка поместья Марианна Фёдоровна была знакома с Катей. Там Януш встречает Полину – дочь Марианны. |
| 3 (75)  |          | Художник Миша Яровой присылает к Зоряне домой её обнажённый портрет. Назар решает, что дочь куда – то впуталась и решает искать её после разговора с Василием Косачем который ищет её после пожара в церкви. Чтобы помочь Назару Ольга отправляется в те места где Зоряна могла бы быть. Она чувствует неладное придя в организацию, официально обучающую детей грамоте. Там она видит агитационные листовки и советует Назару тихо искать дочь. У неё могут быть проблемы, через жандармерию нельзя. Тогда Назар выезжает в Нежин. Наталке тем временем в хате стало плохо. Её младший брат увидев на дороге Януша просит его увезти её в больницу. Врач осмотревший её учиняет Янушу допрос так как Наталка беременна. |
| 4 (76)  |          | Наталке приходится сделать аборт. Филипп навещает Задунайского в поисках Наталки. Врач сообщает что у Наталки не будет больше детей. Задунайский после визита Филиппа в театр рекомендует Наталке спрятаться в провинциальной Червинке, а Полина выясняет статус отношений мадам Россинелли и поляка Януша. |
| 5 (77)  |          | По просьбе Наталки Задунайский скрывает от всех её положение. Василий берется выяснить кому принадлежит медальон, найденный им во время поджога. Лев ждёт важного гостя и просит Наталку выступить перед ним. На светском вечере Янушу снова приходиться выручать Наталку из щекотливой ситуации которая выходит из-под контроля. |
| 6 (78)  |          | Филипп вызывает Януша на дуэль. Стараниями Полины и Наталки дуэль удаётся остановить. Василий вмешивается и угрожая законом разгоняет всех по домам. Назар нашёл дочь и разругался с ней в пух и прах. |
| 7 (79)  |          | Назар обвиняет Ольгу что это она вложила в голову Зоряны её нынешние идеи и мысли. Лев ревнует Наталку к Янушу и провоцирует ситуацию чтобы тот покинул поместье. Выясняется, что Зоряна ведёт дела с Филиппом с которым у Януша конфликт. Галя скрывает от родных что у Панаса новая семья. Марианна следит за дочерью, сбежавшей к Янушу на свидание. |
| 8 (80)  |          | Марианна запирает Полину дома наказав слугам не выпускать её. Януш всячески ищет встречи уговорив Наталку помочь ему. Наталка устраивает им встречу в театре при помощи Задунайского и Януш зовёт Полину замуж. Зоряна соблазняет Владимира Коренева преследуя свои цели. Ей нужен доступ в его лабораторию. |
| 9 (81)  |          | Зоряна сообщает Филлипу что нашла для дела химика и в очередной раз соблазняет Владимира для собственной выгоды. Наталка сталкивается с ситуацией которую не ожидала оказавшись у Кореневых. Между ней и Львом происходит разговор, раскрывающий тайны прошлого. Зоряна обучает грамоте крестьян да вот только кое кто подозревает что ничего хорошего из этого не выйдет. |
| 10 (82) |          | Зоряна отправляется по аптекам в поисках того что ей написал Сергей в записке. Почувствовав неладное она тут же удаляется ничего не купив. Януш обнаруживает листовки в отеле. В городе не спокойно, жандармы опрашивают людей. Фармацевт в соседней аптеке сообщает Зоряне что обо всех подозрительных покупках они отчитываются жандармам. Владимиру докладывают, что Зоряна была в лаборатории без его ведома, и он спрашивает её о мотивах этого поступка. Она говорит ему что готовит взрывчатку. Владимир обнаруживает слежку за собой. Управляющий Червинки подозревает неладное. Зоряна усиленно ищет глицерин. В аптеку идти нельзя, город патрулируется, и вдруг она вспоминает что кое – кто может ей помочь. У Януша в номере находят труп и задерживают его. |
| 11 (83) |          | В Червинке считают, что Януш покинул город. Наталка обеспокоена что он не даёт о себе знать. От подруги Полина узнаёт, что Януш задержан и ему грозит виселица. Она хочет дать показания ведь в момент убийства Януш и Полина были в театре и тому есть свидетели. Пётр Иванович навещает могилы Анны Львовны и Ларисы и просит прощения за всё. Тихон оговаривает управляющего перед слугами дома. Лев проводит уроки в сельской школе. Владимир теряет голову и бдительность попав под обаянием пани Виттер. Василию тем временем докладывают о романе Зоряны и Коренева и об этом становится известно его супруге с которой у него был роман. Зоряна с помощниками испытывает пробный вариант взрывчатки. Полина рассказывает Васе что виделась с Янушем в день убийства. Супруга хочет поехать с Кореневым в командировку, и он всеми силами пытается этого избежать. Татьяна видит Владимира и Зоряну на вокзале. Полина убегает из квартиры Косача понимая, что он помешает ей дать показания и отправляется в участок. Косач приходит с обыском к Петру Ивановичу. |
| 12 (84) |          | Коренев и Зоряна в Киеве регистрируются в гостинице под чужими именами, и он не спешит отпускать её по делам. Лев прерывает допрос отца и обещает доложить в участок о незаконном проникновении на территорию поместья, однако Пётр Иванович настаивает на обыске в его присутствии. Януша отпускают из жандармерии после показаний Полины, однако один из жандармов провоцирует его на конфликт намекая что он компрометирует молодую девушку. Дело доходит до драки, но начальник участка отпускает Януша заставив сослуживца попросить прощения. Марианна отсылает Полину из дома. Януш пытается поговорить с ней, но она отказывается сообщать местонахождение дочери. Наталка приезжает к Янушу, но встречает Филиппа. Зоряна вводит Ольгу в заблуждение чтобы она дала ей реактивы. Ольга чувствует подвох и Зоряна решает сама добыть формулу нужных реактивов исследовав записи Ольги в её кабинете. Спешный уход крестницы только усиливает тревогу Ольги, и она решает предупредить Назара. Миша видит Зоряну и Владимира вместе. Свидетелем встречи становится, и Ольга, пытающаяся предотвратить выходки Зоряны, но в ответ получает только хамство. Пётр Иванович умирает. |
| 13 (85) |          | В поместье готовятся к похоронам. В участке Косачу устраивают разнос полагая что инициированный недавно обыск у Червинского стал причиной его смерти. Светское общество оповещают о смерти Петра Ивановича. Марианна устраивает на поминках скандал. Наталка готовится к отъезду. |
| 14 (86) |          | Полина сбегает от слуг, сопровождающих её в поездке по наказу матери. Наталка выясняет местонахождение Панаса и приезжает к нему. Она понимает, что у него другая семья. Василий продолжает независимое расследование. Тихон увольняется из поместья, но управляющий предлагает ему стать дворецким. Полину пытается изнасиловать попутчик в экипаже. Марианна приходит искать Полину к Янушу узнав, что она убежала без денег так и не доехав до тётки. |
| 15 (87) |          | Натали возвращается домой и просит Льва больше не искать отца. Она извиняется перед матерью за несправедливость по отношению к ней. Зоряна наблюдает поцелуй Наталки и Червинского младшего. Ольга узнаёт о том, что Зоряна получила глицерин обманув работников её мануфактуры. Тихон делает Галине предложение, но она отказывает. Татьяна Юрьевна узнаёт о беременности и приезжает к Зоряне на разговор. Галина соглашается на предложение Маркияна Васильевича о замужестве. |
| 16 (88) |          | Ольга навещает Мишу в его мастерской и просит его раскрыть планы Зоряны, но ему ничего не известно. Владимир просит у жены прощения хотя она намеревается уйти от него с подачи пани Виттер. Владимир расстаётся с Зоряной. Галина представляет детям Маркияна Васильевича, только вот Панас заявляется домой. Януш получает ранение. |
| 17 (89) |          | Полина побежала за врачом. Януш просит Марианну помочь скрыть факт ранения. Зоряна находит оружие в кабинете Червинского, но Миша мешает ей выстрелить в пана. Филипп становится свидетелем прогулки Наталки с Червинским и настаивает, чтобы она бросила помещика. |
| 18 (90) |          | Галина узнаёт, что у Панаса беременна молодая жена. Она рассказывает Наталке что Панас ей не родной отец. А Наталка рассказывает матери о Филиппе и неудачной беременности Панас узнаёт что Маркиян Васильевич позвал Галину замуж. Лев спрашивает Наталку о Филиппе. Владимир опасаясь за здоровье жены выходит из рядов революционеров, за то Зоряна привлекает в дело Мишу. После недавней встречи с Наталкой Януш снова пропал из виду и Натали ищет его. |
| 19 (91) |          | Марианна потеплела к Янушу который всё это время находится на её попечении после ранения. Наталка переживает что не сможет больше родить. Галина просит развода. Пан Навоковский заявляется в Косачивку с оружием в поисках Януша. Полина помогает ему бежать, но он чувствует себя плохо из – за ранения. Тем временем Марианна отвлекает нежданного гостя. Червинский помогает Янушу. Януш узнаёт о слухах касаемо Зоряны. Именно её подозревают в продвижении интересов некой «Народной воли», между тем студенты Коренева, задержанные жандармами дают показания о его причастности к делу той же самой революционной ячейки. А Вася начинает прорабатывать версию причастности Льва всё по тому же делу из – за ранее полученных сведений, но простые люди рассказывают ему лишь об открытии сельской школы. После показаний задержанных студентов к Кореневу приходят с обыском. Василий узнаёт о беременности Татьяны Юрьевны. Коренева задерживает жандармерия. |
| 20 (92) |          | Татьяна просит у Червинского помощи. Зоряна хочет ехать в участок к Владимиру, но Лев не находит это уместным. Натали переехала в отель. Януш рассказывает Василию о Вацлаве которого после покушения необходимо задержать. Марианна задумала поженить молодых чтобы Януш официально мог находится в Косочивке. Галина требует развенчания в церкви и ставит священника в известность о новом увлечении мужа. Януш и Полина обвенчались. Зоряна без ведома Червинского в сопровождении Михаила покидает дом. Ей необходимо выяснить дал ли Владимир показания. Лев следит за ними. Люба видит, как муж под носом жандармов распространяет листовки и увозит его. Галина просит сына отвести отца с молодой женой которая приехала за ним до Вокзала. На самом деле ей просто нужно чтобы он покинул город. |
| 21 (93) |          | Ольга настаивает на том чтобы Назар принял меры в отношении дочери. Слухи о её связи с Кореневым достигли пика. Стефан приезжает в Киев в поисках Януша и оттуда все втроём едут в Нежин. Полина и Януш появляются в светском обществе в новом статусе. Зоряна просит Аркадия Симоновича о заступничестве за Владимира, но появление Косача для задержания Червинского вносит коррективы в её планы относительно вечера. Лев задержан. Галина переживает догадываясь что ждёт её сына и настаивает на его отъезде с семьёй. Зоряне удалось бежать. Коренева отпускают. Миша предлагает бежать, но по городу уже висят ориентировки. К Галине в хату приходят в поисках сына, но там уже никого. Наталка приходит в участок, она пытается помочь Льву пользуясь расположением начальника жандармерии, однако он ведёт себя с ней не корректно. Владимир пытается помешать Зоряне в осуществлении ее планов. |
| 22 (94) |          | Леська обещает помочь Наталке увидеть Червинского. Зоряна обещает Владимиру что откажется от идеи взрыва, а он говорит, что поможет ей бежать, как только волнение в городе стихнет, но хочет она услышать другое. Ольга пытается узнать подробности о Владимире у его супруги. У Стефана и Януша происходит разговор по душам. Филипп приводит Вацлава на квартиру где тайно собираются заговорщики. |
| 23 (95) |          | На площади бунт. Выступление Натали откладывается. Театр нельзя покидать, но она готова воспользоваться ситуацией чтобы помочь Червинскому бежать. Януш выходит в город не зная, что народ вышел на улицы. Назар и Ольга идут на площадь искать Зоряну. Януш помогает Червинскому и Натали бежать. |
| 24 (96) |          | Лев и Натали убегают. Тем временем жандармы с помощью оружия разгоняют народ. Всё это приводит к массовой гибели людей. Стефан умирает спасая Полину. Зоряна устраивает взрыв. Она умирает, а Василия отправляют в больницу. Галина обнаруживает сына мёртвым на площади. Коренев арестован и отправлен на каторгу. После взрыва Косач не сможет больше ходить. Татьяна решает ехать за мужем. Лев делает Наталке предложение. Михаил остаётся при церкви. Галя выходит замуж за Маркияна Васильевича, а дом Червинских отходит Тихону за верную службу. |

## Производство
Съёмки первого сезона телесериала начались в 2017 и завершились в 2018 году. Они проходили на территории Украины. Чтобы правильно передать атмосферу, создатели картины отказались от искусственных декораций. Одной из локаций стала Киево-Печерская лавра. Жизнь крепостных снимали на территории Национального музея народной архитектуры и быта Украины — Пирогово. Кроме того, съёмки проводились в усадьбе Якова Полякова, усадьбе графини Уваровой, Шоколадном домике и Национальном историко-культурном заповеднике «Качановка».
Съёмки третьего сезона стартовали в декабре 2020 года и завершились в июне 2021 года. Они проходили в Киево-Печерской лавре, музее им. Гончара, особняке Уваровой и доме-усадьбе Зайцева в Киеве, Историко-культурном заповеднике Качановка в Чернигове, национальном музее народной архитектуры и быта Украины — Пирогово, городе Переяславе, историко-культурном комплексе «Замок Радомысль» и др.
Съёмки заключительного четвёртого сезона стартовали 25 августа 2021 года. Его действие будет происходить спустя 23 года и он расскажет историю о наследниках главных пар сериала. 20 июля 2022 года стало известно, что в связи с нападением России на Украину, создатели сериала на досъёме проекта в Польше полностью отказались от сотрудничества с российскими актёрами, а весь сезон выпустят полностью на украинском языке.

## Рейтинги
На территории Украины, по результатам телесмотрения, сериал стал лидером среди всех телеканалов и лучшим продуктом в истории телеканала СТБ. На протяжении двух сезонов сериал ежедневно возглавлял ТОП-20 лучших телепрограмм, наращивал показатели, удерживал первое место в слоте, а отрыв от ближайшего конкурента составил более 50 %.
Проект посмотрели более 22,6 млн человек (54 % жителей страны). Второй сезон сериала «Крепостная» прошел с долей на 17 % выше доли первого (18,5 % по аудитории 18-54). Каждую серию второго сезона в среднем смотрели более 2,7 млн человек.
Финальный эпизод второго сезона собрал рекордные цифры: доля 22,6, рейтинг 6,0; а на пиковом моменте свадьбы Катерины и Андрея Жадана доля телесмотрения составила 26,3 (аудитория 18-54, города 50+). Сериал занимает первые 9 позиций в ТОП-10 лучших телепродуктов осени. В ТОП-20 самых рейтинговых продуктов осени 15 позиций также за «Крепостной».
В Польше, у первой серии первого сезона на телеканале TVP1 доля составила 8,35 % по аудитории 4+, а количество зрителей — около миллиона. Доля последней серии второго сезона составила 25,1 %, а у экранов собралось 3,4 млн человек. За два месяца телепроката сериала показатели улучшились втрое.

## Показ телесериала
По состоянию на ноябрь 2019 года телесериал продан в 11 стран: Россия, Польша, Казахстан, Литва, Черногория, Сербия, Босния и Герцеговина, Северная Македония, Словения, Хорватия, Белоруссия, Чехия. Проект доступен на Amazon Prime Video для США и Канады.
На Украине сериал выходит на СТБ. Первый сезон — с 25 февраля по 14 марта 2019 года, с понедельника по четверг в 20:00. Второй сезон — со 2 по 19 сентября 2019 года, с понедельника по четверг в 21:00.
В Польше сериал выходит на TVP1. Первый сезон — с 1 июля по 2 августа 2019. Второй сезон — с 3 по 30 августа 2019 года. Телесериал транслировался в 20:35.
В Казахстане показ сериала начался на Седьмом канале 23 сентября 2019 года. Телесериал транслировался с понедельника по четверг в 19:20.
В России премьера телесериала состоялась 6 января 2020 года на телеканале «Россия-1». Первый сезон — с 6 по 16 января 2020 года, транслировался по три серии подряд, с понедельника по четверг (показ первых трёх серий начался в 20:30 местного времени каждого часового пояса, а начиная с четвёртой серии — в 21:00). Второй сезон — с 20 января по 6 февраля 2020 года, с понедельника по четверг в 21:00, транслировался по две серии подряд.

## Серия книг
В 2019 году StarLight Films и FILM.UA в партнёрстве с издательством «Клуб семейного досуга» начали выпуск русскоязычных книг по мотивам сериала «Крепостная».
- В январе 2019 года издательство «Клуб семейного досуга» выпустило первую книгу под названием «Крепостная. Без права на любовь». Авторы: Валентина Шевяхова, Тала Пристаецкая, Ольга Кржечевская[18].
- В августе 2019 года[19] издательство «Клуб семейного досуга» выпустило вторую книгу под названием «Крепостная 2. По ту сторону свободы». Авторы: Валентина Шевяхова, Тала Пристаецкая, Ольга Кржечевская[20].
- В 2021 году издательство «Клуб семейного досуга» выпустило третью книгу под названием «Крепостная 3. Желанная любовь». Авторы: Елена Косенко, Ольга Кржечевская, Тала Пристаецкая[21].